# Paolo Correr

Stemma Correr

Paolo Correr (Venezia, 1380 – Venezia, 14 settembre 1443) è stato un politico italiano.

## Biografia
Era figlio di Filippo Correr e di Chiara Venier.
Fu al fianco dello zio Angelo quando nel 1406 venne eletto papa col nome di Gregorio XII e ne carpì i favori, ricevendo molte terre in Emilia, nel Montefeltro e a Urbino. Quando il papa si dimise nel 1415, Paolo venne spogliato dei suoi beni. Tornato a Venezia, Paolo Correr, grazie alla sua intraprendenza e alla sua posizione sociale, ricoprì incarichi importanti. Nel 1413, alla morte del doge Michele Steno, essendo il consigliere anziano del Maggior Consiglio, venne eletto in luogo del nuovo doge Tommaso Mocenigo finché non giunse a Venezia da Cremona, dove si trovava al momento dell'elezione. Nel 1416 venne eletto podestà di Padova, nel 1418 capitano di Zara e nel 1423 fu tra gli elettori del doge Francesco Foscari. Nel 1438 venne eletto alla carica di Procuratore di San Marco, la più prestigiosa carica vitalizia della Repubblica di Venezia, subito dopo il doge. Nel 1441 fu inviato con pieni poteri a trattare e concludere la pace di Cavriana tra Repubblica di Venezia e Ducato di Milano.
Morì nel 1443 e venne sepolto a Venezia nella Basilica di San Pietro di Castello.

## Discendenza
Paolo sposò Daria Emo ed ebbero un figlio, Filippo che svolse l'attività di ambasciatore.